# Roberto Nani
Pour les articles homonymes, voir Nani (homonymie).
Roberto Nani, né le 14 décembre 1988 à Sondalo, en Lombardie, est un skieur alpin italien spécialiste du slalom géant et du slalom. Il a participé aux Jeux olympiques d'hiver de Sotchi en 2014.

## Biographie
Sa carrière démarre en 2003 dans des courses FIS.
Roberto Nani a remporté deux victoires dans des épreuves de la Coupe d'Europe de ski alpin, toutes les deux dans la discipline du slalom, en 2011 à Formigal et en 2012 à Lenzerheide. Il fait ses débuts en Coupe du monde en mars 2011 en participant au slalom de Kranjska Gora, en Slovénie, mais abandonne dès la première manche. En décembre 2012, il signe son premier top 10 à l'occasion du slalom géant de Val-d'Isère, qu'il achève à la 10e place. Un an plus tard, il obtient son meilleur résultat en Coupe du monde sur la même piste, en prenant la 5e place
. Il améliore cette marque en ouverture de la saison 2015-2016, en finissant quatrième du slalom géant de Sölden.
Il est sélectionné pour les Jeux olympiques d'hiver de 2014, mais ne finit pas le slalom géant.
Aux Championnats du monde 2015, il effectue une de ses meilleures performances en se classant sixième du slalom géant.

## Palmarès

### Jeux olympiques
| Épreuve / Édition | Sotchi 2014 |
| Slalom géant      | Abandon     |

### Championnats du monde
| Épreuve / Édition | Schladming 2013 | Beaver Creek 2015 |
| Slalom géant      | 23e             | 6e                |

### Coupe du monde
- Meilleur classement général : 37e en 2014.
- Meilleur résultat : 4e.

#### Classements détaillés
| Saison / Épreuve | Saison / Épreuve | Général | Général | Slalom | Slalom | Slalom géant | Slalom géant |
| ---------------- | ---------------- | ------- | ------- | ------ | ------ | ------------ | ------------ |
| Saison / Épreuve | Saison / Épreuve | Class.  | Points  | Class. | Points | Class.       | Points       |
| 2012             | 2012             | 123e    | 10      | 46e    | 10     | -            | -            |
| 2013             | 2013             | 61e     | 107     | 30e    | 49     | 27e          | 58           |
| 2014             | 2014             | 37e     | 225     | -      | -      | 8e           | 225          |
| 2015             | 2015             | 39e     | 214     | -      | -      | 10e          | 214          |
| 2016             | 2016             | 53e     | 193     | -      | -      | 11e          | 193          |
| 2017             | 2017             | 99e     | 43      | -      | -      | 33e          | 43           |
| 2018             | 2018             | 76e     | 62      | -      | -      | 24e          | 62           |

### Coupe d'Europe
- 6e du classement général en 2012.
- 2 victoires en slalom.

### Coupe nord-américaine
- 1 victoire.

### Championnats d'Italie
- Champion de slalom en 2012.
- Champion de slalom géant en 2014.